# Ayachi Zammel
Ayachi Zammel, né le 16 août 1977 à Mansoura dans la délégation de Kesra, est un homme politique tunisien.
Il se présente à l'élection présidentielle tunisienne de 2024, finalement remportée par le président sortant Kaïs Saïed, mais, accusé d'avoir obtenu de faux parrainages, il est emprisonné et condamné dans la foulée à un total de 35 ans de prison. L'avalanche de condamnations dont il écope est interprétée comme de l'acharnement judiciaire visant à l'exclure du scrutin.

## Biographie

### Formation et début de carrière
Il naît le 16 août 1977 à Mansoura dans la délégation de Kesra qui dépend du gouvernorat de Siliana.
Diplômé de la faculté des sciences de Tunis, il est ingénieur chimiste de formation, puis devient directeur général d'Ayachi Group.
Ayachi Zammel est marié et père de deux enfants.

### Carrière politique

#### Tahya Tounes et Bloc national (2019-2022)
Lors des élections législatives de 2019, il est élu député du parti Tahya Tounes et indique abandonner son immunité parlementaire dès son élection. Il quitte son parti en 2020 pour rejoindre le Bloc national,. Durant son mandat, il est membre des commissions du développement régional, de l'agriculture, de la sécurité alimentaire et du commerce, ainsi que des affaires des Tunisiens à l'étranger ; il occupe aussi la présidence de la commission de la santé et des affaires sociales durant la pandémie de Covid-19 et jusqu'à la dissolution du parlement. 

#### Fondation d'Azimoun et candidature à la présidentielle (2022-2024)
Le 27 juin 2022, il fonde le parti Azimoun, qu'il préside jusqu'au 24 août 2024, date à laquelle il présente sa candidature à l'élection présidentielle.

#### Condamnations et polémiques autour de son emprisonnement (2024)
Une fois candidat, Ayachi Zammel est arrêté le 2 septembre 2024 puis placé sous mandat de dépôt deux jours plus tard pour des accusations de faux parrainages,.
Après avoir obtenu sa libération provisoire le 5 septembre, il est immédiatement arrêté, puis condamné à vingt mois de prison le 18 septembre. Le 25 septembre, une nouvelle peine de six mois de prison pour « falsification de documents » est prononcée à son encontre.
Le 1er octobre, il est condamné à douze ans de prison supplémentaire, une décision, ainsi que le rejet et l'emprisonnement d'autres candidats, qui sont dénoncés par Human Rights Watch. Le 11, Ayachi Zammel est condamné à onze ans de prison dans quatre affaires liées au trucage de parrainages électoraux,, puis à cinq ans de prison supplémentaires le 22 octobre. Le 12 novembre, il est condamné à 32 mois de prison supplémentaires, cumulant alors 35 ans de prison.
Cette accumulation de condamnations expéditives est interprétée comme un acharnement judiciaire reflétant la panique du pouvoir face au potentiel électoral de celui-ci, de nombreux opposants envisageant de voter pour lui, malgré son absence de notoriété, cette dernière l'ayant dans un premier temps épargné d'un rejet de sa candidature,.